# رصدخانه مراغه

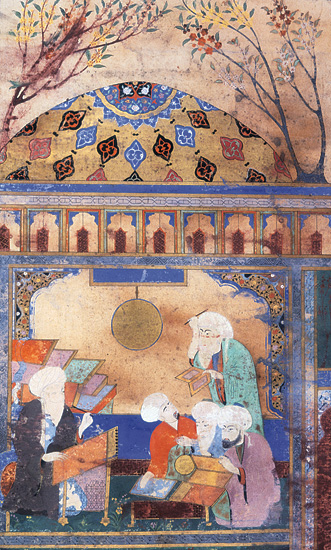
نقاشی از خواجه نصیرالدین توسی و همکارانش در حال کار بر روی زیج ایلخانی در رصدخانه

رصدخانهٔ مراغه رصدخانه‌ای بود که در دورهٔ هلاکوخان زیرنظر خواجه نصیرالدین توسی در شهر مراغه ساخته شد. این رصدخانه روی تپه‌ای در غرب مراغه در نزدیکی دو روستا به نام‌های طالب‌خان و حاجی‌کرد قرار داشته است که دریاچهٔ ارومیه را می‌توان از دوردست از آنجا دید. واژه رسد به باور بسیاری واژه‌ای پارسی و از رسیدن و بررسی کردن برگرفته شده است. امروزه تنها پی‌های بخش‌های مختلف و بخشی از سدس سنگی آن باقی‌مانده است. رصدخانه به دستور هولاکو و با نظارت خواجه نصیرالدین توسی بنیان گذاشته شد.

## پیشینه
بنای رصدخانهٔ مراغه در سه‌شنبه ۴ جمادی‌الاول ۶۵۷ قمری به سفارش خواجه نصیرالدین توسی و به فرمان هولاکو -نوهٔ چنگیزخان مغول- آغاز شد. هولاکو برای نگهداری این سازمان پژوهشی موقوفه‌های ویژه‌ای در نظر گرفت. کتابخانه‌ای شامل ۴۰۰ هزار جلد کتاب و ابزارهای اخترشناسی، از جمله ذات‌الربع دیواری به شعاع ۴۳۰ سانتی‌متر، حلقه‌دار (ذات‌الحلق)، حلقهٔ انقلابی، حلقهٔ اعتدالی و حلقهٔ سموت نیز فراهم شدند. در همین‌جا بود که زیج ایلخانی به‌سال ۶۷۰ هجری (۱۲۷۶ میلادی) فراهم شد.
رصدخانهٔ مراغه فقط مخصوص رصد ستارگان نبود و یک سازمان علمی گسترده بود که بیش‌تر شاخه‌های دانش درس داده می‌شد و مشهورترین دانشمندان آن عصر -از جمله قطب‌الدین شیرازی، کاشف علت اصلی تشکیل رنگین کمان- در آن‌جا جمع شده بودند. به‌علاوه چون در آن زمان ارتباط علمی چین و ایران به‌علت استیلای مغولان بر هر دو سرزمین برقرار شده‌بود، دانشمندان چینی -از جمله فردی به‌نام فائو مون‌جی- در این مرکز فعالت داشتند. همچنین فیلسوف و فرهنگ‌نامه‌نویس مسیحی -ابن‌العبری- در رصدخانهٔ مراغه به درس‌دادن کتاب‌های اصول اقلیدوس و المجسطی بطلمیوس مشغول بود.
گفتنی است رصدخانه مراغه ۱۶۷ سال پیش از احداث رصدخانه سمرقند ساخته شد و در زمان آبادانی یکی از معتبرترین رصدخانه های جهان بوده است.
در آن زمان به فرمان قوبیلای قاآن امپراطور چین و برادر هلاکو خان کارشناسانی برای آموزش و الگو برداری از رصدخانه مراغه به این شهر آمده، پس از مراجعت به چین رصدخانه ای به تقلید از رصدخانه مراغه ساختند.
علاوه بر رصدخانه چین همچنین رصدخانه های سمرقند، استانبول و هند از روی رصدخانه مراغه ساخته شده اند.

## دانشمندان همکار
خواجه نصیرالدین طوسی برای ساخت رصدخانه و ابزارهای رصد، از دانش و هنر دانشمندان و استادان زمان خود استفاده کرد که نیتش از این کار موارد زیر بود:
- بازگرداندن و اسکان دانشمندان فراری، که در اثر حملهٔ مغلول‌ها متواری شده بودند.
- ایجاد یک مرکز علمی

خواجه نصیرالدین هر یک از دانشمندان را مسئول بخشی که تبحر داشتند کرد و برای انتخاب آن‌ها ملیت و مذهبشان را مدنظر قرار نداد.
دانشمندان
دانشمندان زیر در ساخت ابزارها و ساختمان رصدخانه به وی کمک کردند:
- مویدالدین، ابن برمک بن مبارک عرضی دمشقی
- نجم‌الدین، علی بن علی کاتبی،
- فخرالدین اخلاطی، مهندس و متبحر در علوم ریاضی از بتلیس
- فخرالدین مراغه‌ای. طبیب و ریاضی‌دان از موصل
- نجم‌الدین کاتب بغدادی از صور
- محی‌الدین مغربی، مهندس و ریاضی‌دان
- قطب‌الدین شیرازی (از شاگردانش)
- حسام‌الدین شامی
- نجم‌الدین اسطرلابی
- سید رکن‌الدین استرآبادی
- ابن الفوطی کمال‌الدین عبدالرزاق شیبانی بغدادی
- صدرالدین علی (فرزند خواجه)
- اصیل‌الدین حسن (فرزند خواجه)
- فو من جی دانشمند چینی
- ابوالفرج «بارهبراوس» شخصیت ممتاز مذهبی مسیحی

زمانی که خواجه نصیرالدین نام این افراد را برای همکاری به هولاکوخان و شمس‌الدین جوینی مشاور و بیتکچی وزیر، پیشنهاد داد آن‌ها دلیل انتخاب تک تک دانشمندان را از خواجه نصیرالدین پرسید و پس از توضیحاتی که از سوی وی ارائه شد، هولاکوخان با حضور آن‌ها در مجموعه رصدخانهٔ مراغه موافقت کرد.
دستمزدها
خواجه نصیرالدین دستمزد کارمندان و دانشمندان مجموعه را به شرح زیر تعیین کرد:
- فلاسفه و ریاضی‌دانان روزی ۳ درهم
- اطباء روزی ۲ درهم
- فقها روزی ۱ درهم
- محدثین روزی ۵/. درهم

در نتیجه این تقسیم‌بندی‌ها سبب شد:
1. درس فلسفه که پیش از آن به صورت مخفیانه تدریس می‌شد مورد توجه قرار گیرد و علنی شود
2. بیشتر طلاب به فلسفه و طب روی آوردند.[۳]

و پس از اعتراض به اینکه چرا حقوق فقها و محدثین را کمتر از دیگران در نظر گرفته است. پاسخ داد: چون افراد به دلایل فطری به دنبال علوم مذهبی و فقهی می‌روند کارشان آسان است و کمتر کسی به دنبال علوم سخت و سنگین مانند نجوم و ریاضیات می‌رود و پس از حملهٔ مغول ما نیاز به دانشمندان این علوم داریم.

## ساختمان
پرویز ورجاوند و همکارانش در دههٔ ۱۳۵۰ خورشیدی به کاوش در محوطهٔ این رصدخانه پرداختند و قسمت‌های مختلف آن را شناسایی کردند. ساختمان اصلی این رصدخانه به شکل برجی استوانه‌ای ساخته شده‌بود. در ساختمان‌های جنبی آن یک کتابخانه و محل اقامت کارکنان تشخیص داده شده است.
در سال‌های اخیر گنبدی برای محافظت از بقایای این بنا بر روی بخشی از آن ساخته شده است.
تپه رصدخانه مراغه دارای طول ۵۱۰ متر و عرض تقریبی ۲۱۷ متر و ارتفاع ۱۱۰ متر می‌باشد و دارای قسمت‌های مختلف از جمله برج مرکزی رصدخانه، واحدهای مدور پنجگانه، کتابخانه و محلهٔ مسکونی دانشمندان، مسجد، مدرسه، چاه آب. کارگاه بزرگ دانشمندان (شاید آزمایشگاه) می‌باشد.

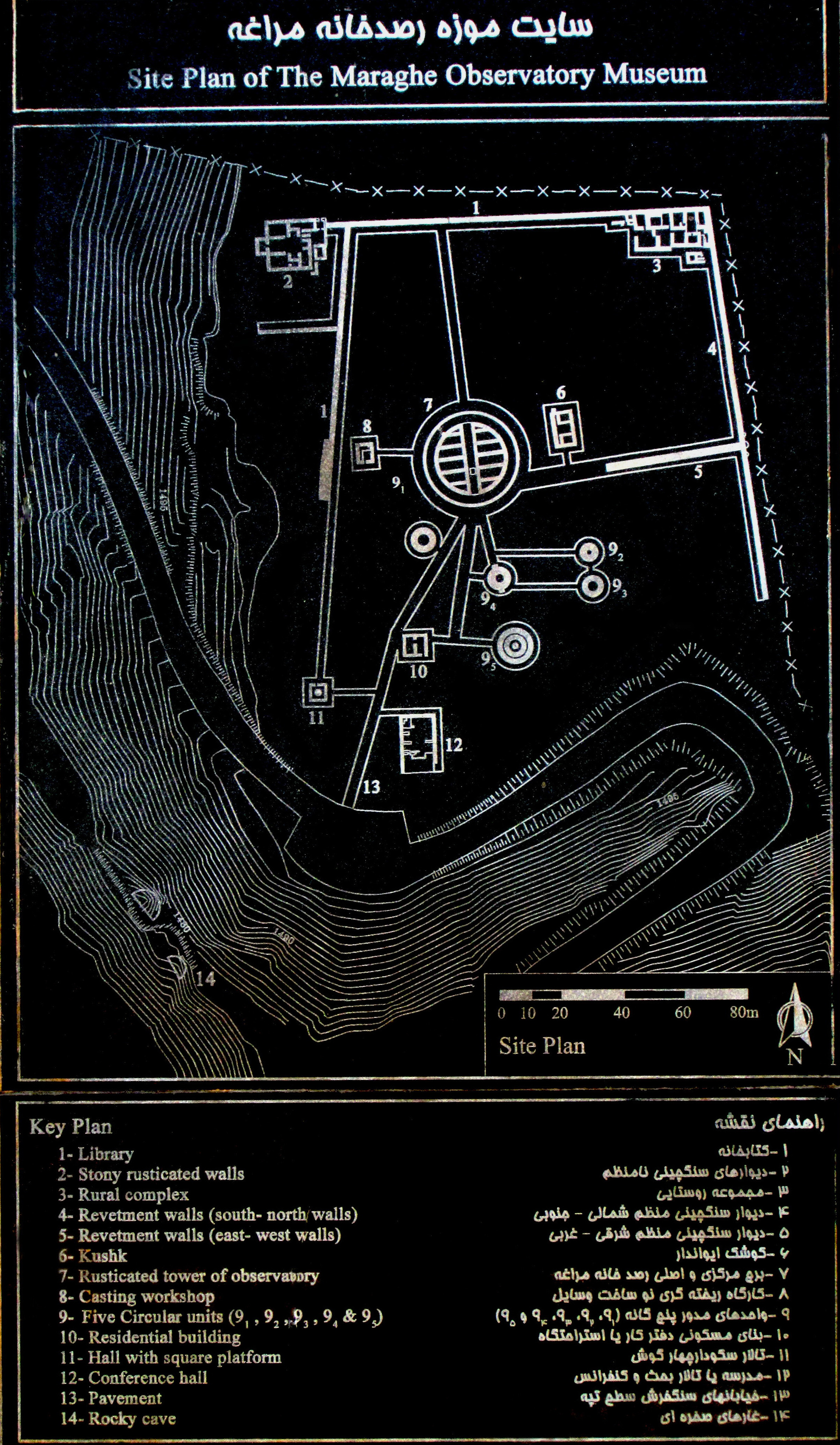
نقشه سایت رصدخانه مراغه

## زیج ایلخانی
خواجه نصیرالدین طوسی «زیج ایلخانی» را از روی رصدهای انجام‌شده در رصدخانهٔ مراغه تدوین کرده است. زیج ایلخانی سده‌ها از اعتبار خاصی در بسیاری از سرزمین‌های آن زمان -از جمله در چین- برخوردار بوده است و در سال ۱۳۵۶ میلادی (۳۰۰ سال پس از مرگ طوسی) ترجمه و در اروپا منتشر شد. قدیمی‌ترین نسخهٔ این زیج در کتابخانهٔ ملی پاریس نگهداری می‌شود.

## لوله رصد
در تاریخ سلسله پادشاهی یوان در چین مندرج شده که برای تأسیس رصدخانه پکن، به سرپرستی کوئوشوچینگ منجم دربار، تعدادی ابزارهای رصدی از رصدخانه مراغه در ایران خریداری شده است. از جمله این ابزارها ذات الحلق، عضاده (آلیداد)، دو لوله رصد، صفحه‌ای با ساعت‌های مساوی، کره سماوی، کره زمین، تورکتوم (نشان دهنده حرکت استوا نسبت به افق) هستند. چینیان لوله رصد را وانگ-تونگ نامیده‌اند. به گفته تاریخ سلسله پادشاهی یوان ایرانیان از این اختراع نه تنها برای رصد اجرام آسمانی، بلکه برای مشاهده دوردست‌ها، به ویژه در دریا سود می‌جسته‌اند. همین کتاب از حضور دانشمندان چینی به رهبری فائومون‌جی برای کارآموزی در رصدخانه مراغه خبر می‌دهد.

## یونسکو
یونسکو سال ۲۰۰۹ را سال رصدخانه مراغه نامگذاری کرد و اخیراً زمزمه‌هایی جهت ثبت جهانی این اثر جهانی در سازمان یونسکو به گوش می‌رسد.

## نگاره‌ها

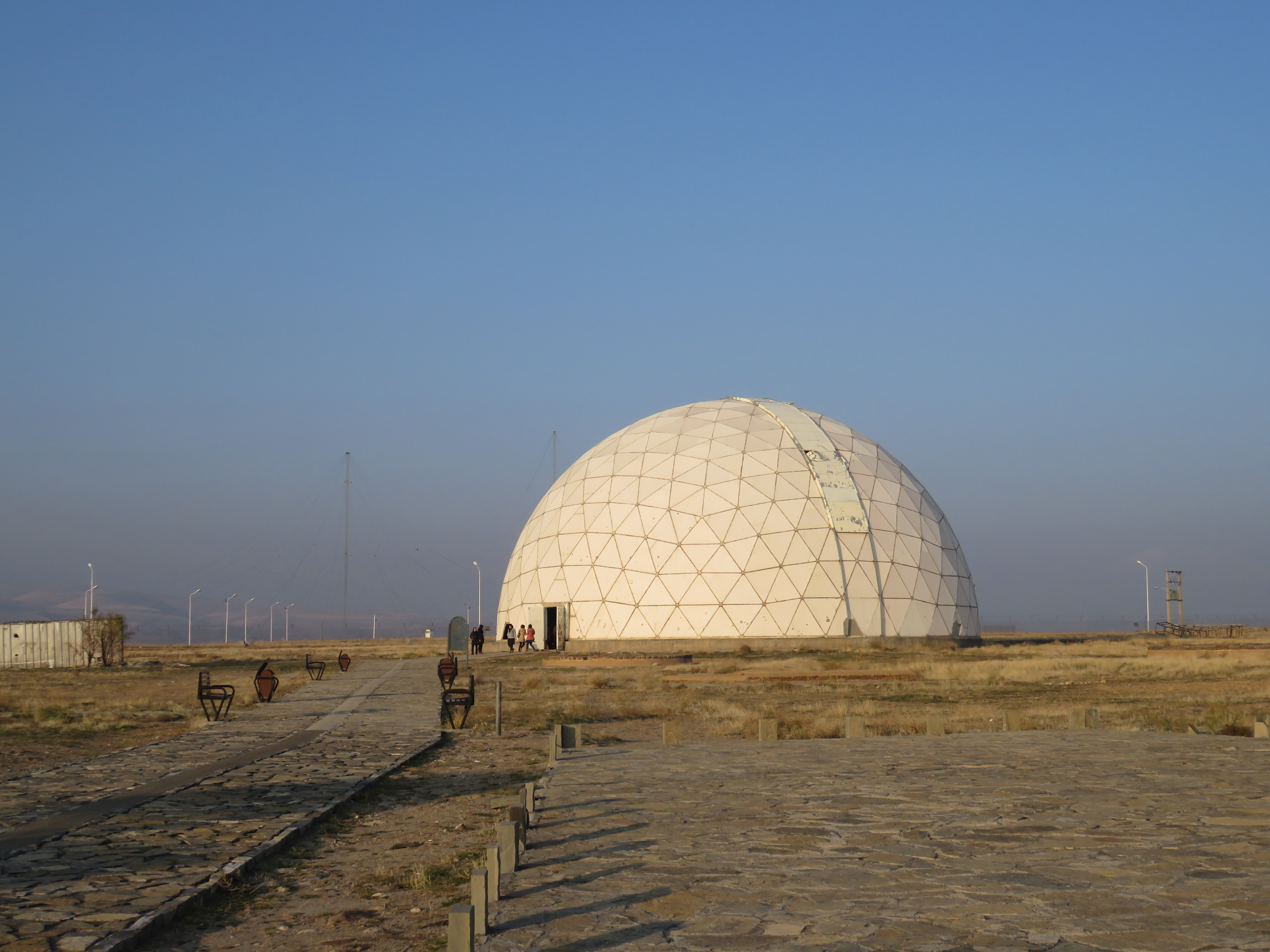
رصدخانه مراغه
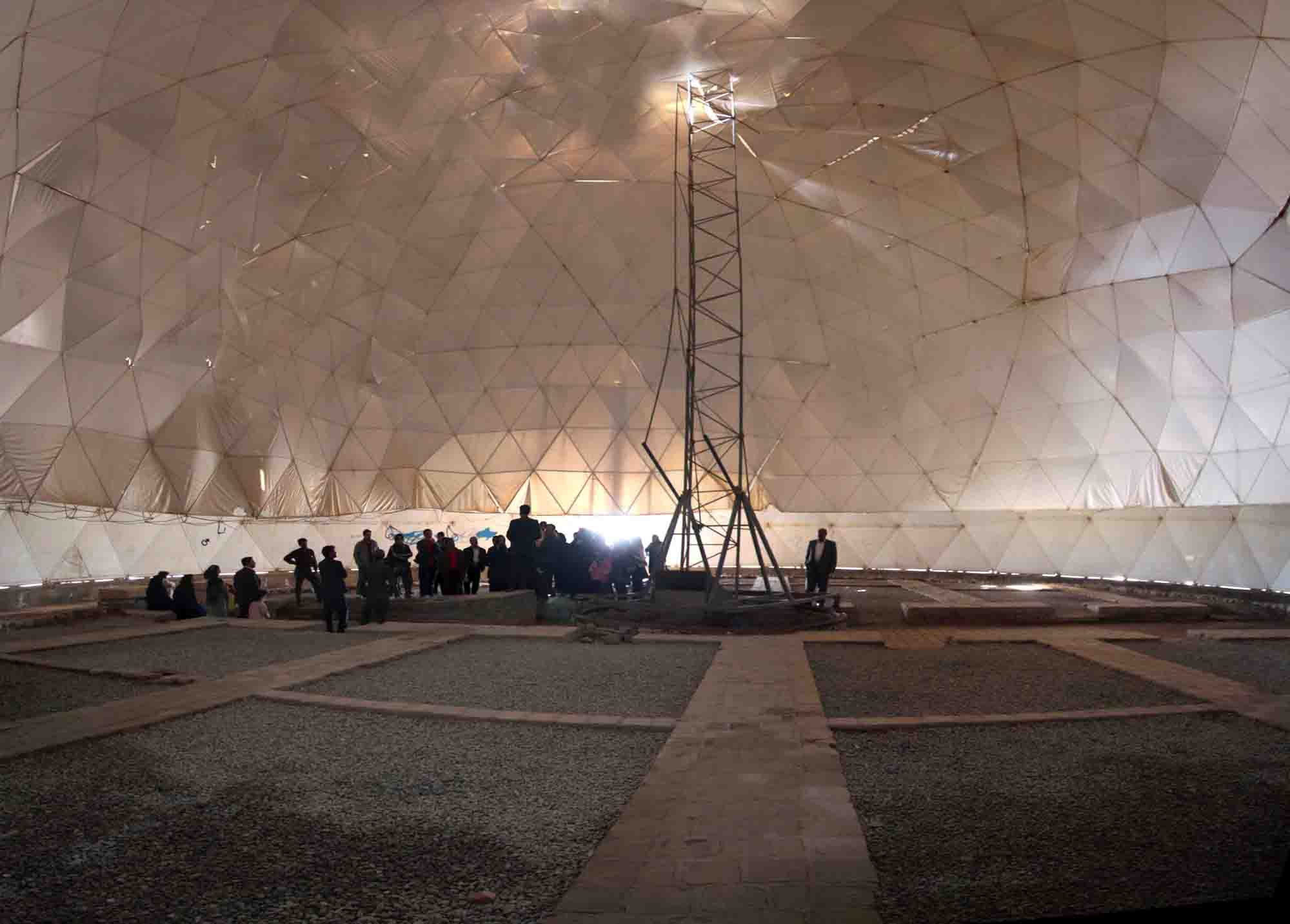
داخل رصدخانه مراغه
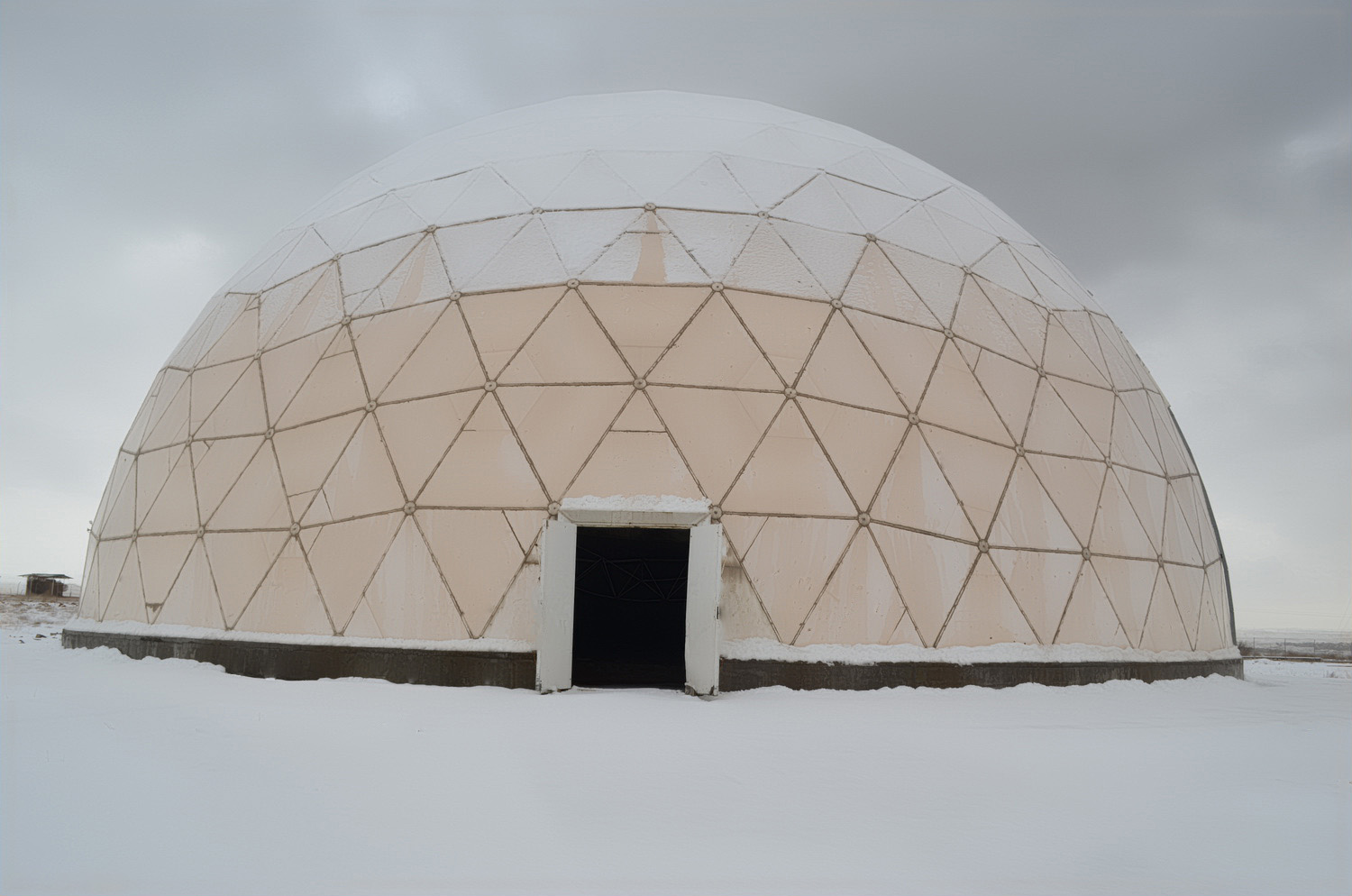
رصد خانه در یک روز برفی
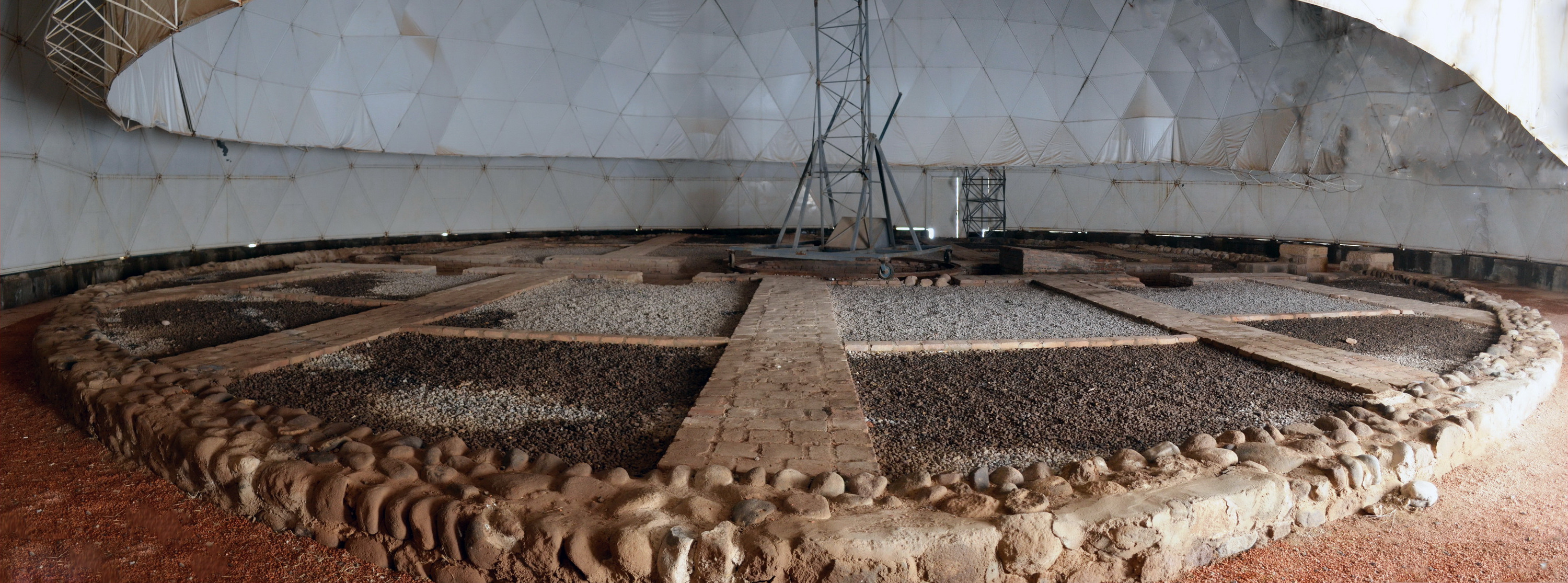
محیط داخلی رصدخانه مراغه
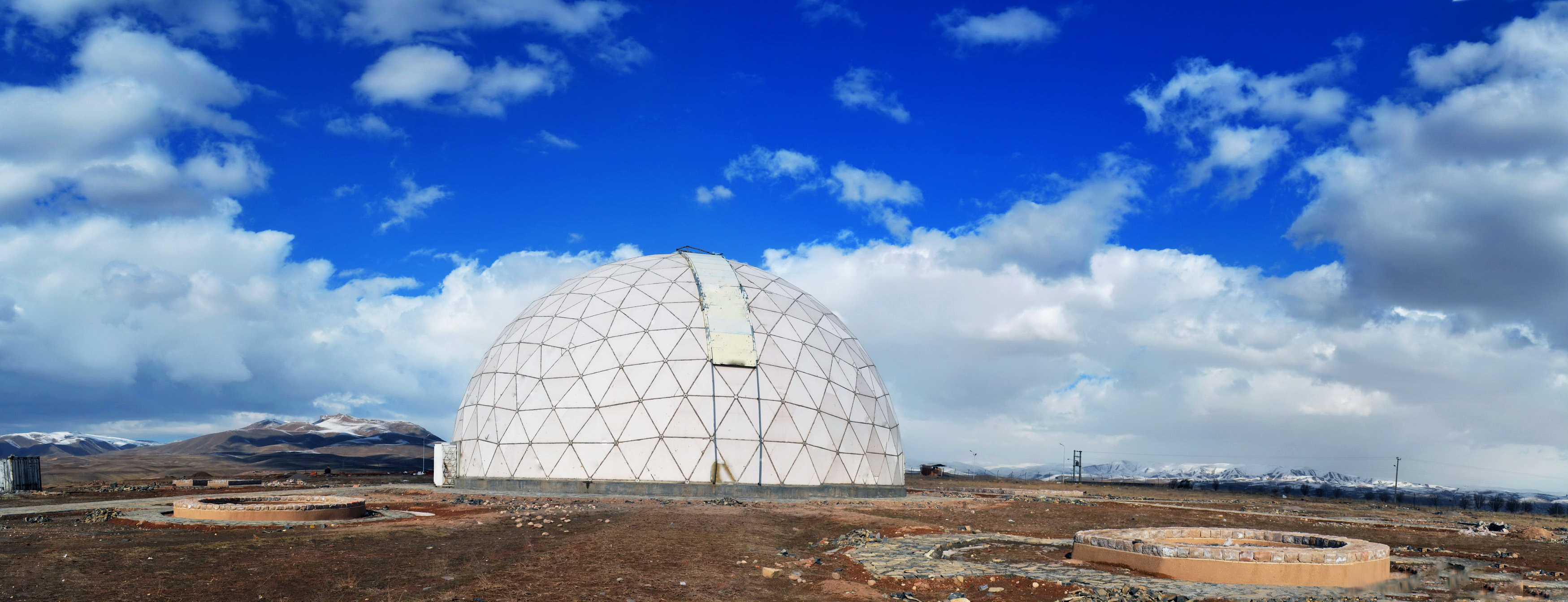
رصدخانه مراغه در یک روز زمستانی
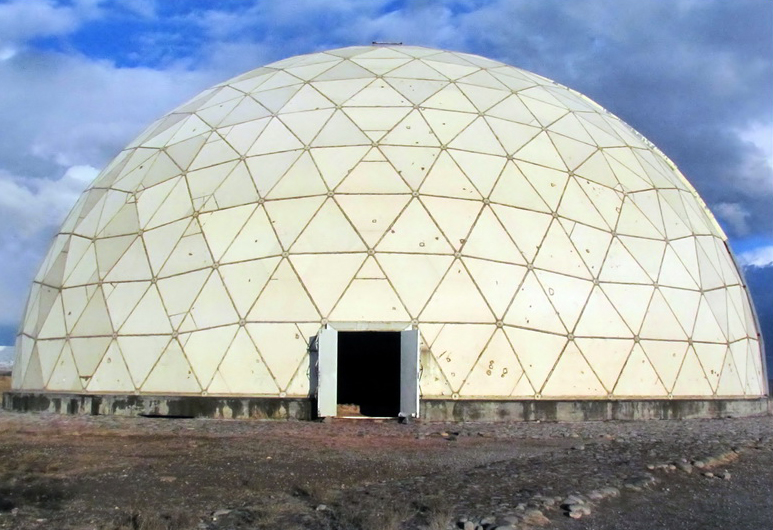
رصدخانه مراغه
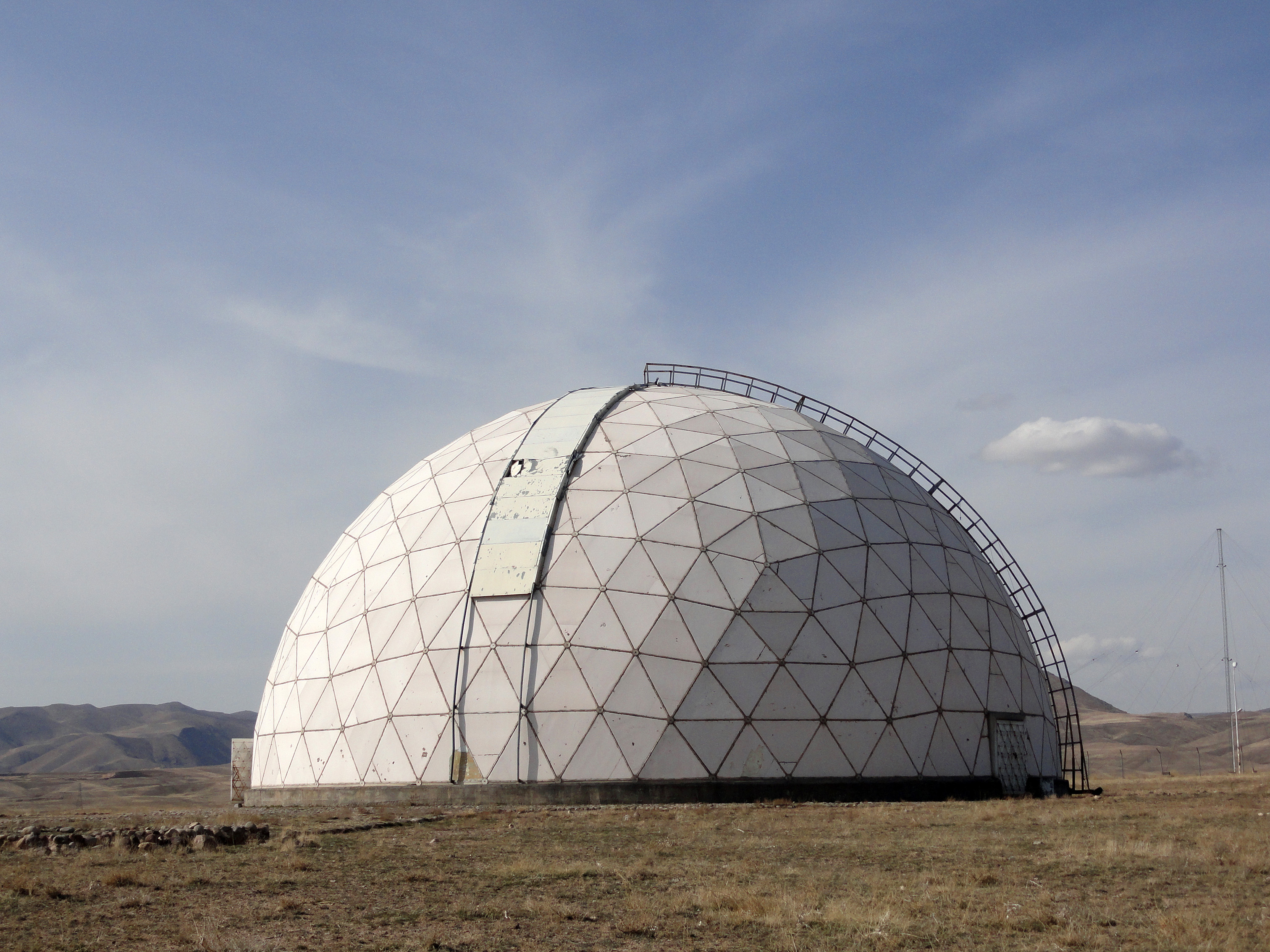
رصدخانه مراغه